# (15569) Feinberg
(15569) Feinberg (2000 GC60) – planetoida z pasa głównego asteroid okrążająca Słońce w ciągu 3,36 lat w średniej odległości 2,24 j.a. Odkryta 5 kwietnia 2000 roku.